# Parc del Montnegre i el Corredor
El Parc del Montnegre i el Corredor és un Espai d'interès natural que forma part de la Xarxa de Parcs Naturals protegits, promoguts i gestionats per la Diputació de Barcelona. El Parc està emparat legalment per un Pla especial de protecció del medi físic i el paisatge, aprovat el 20 de juliol de 1989.

## Situació
Situat a la Serralada Litoral, entre les comarques del Maresme i del Vallès Oriental, té una extensió aproximada de 15.000 ha. Les rieres de Vallgorguina i d'Arenys determinen la partió entre els massissos del Corredor i del Montnegre, que tenen els seus punts culminants al santuari del Corredor, a 633 m d'altitud, i al Turó d'en Vives, a 760 m.
La Mediterrània i la depressió vallesana el limiten longitudinalment i la riera d'Argentona i la Tordera ho fan transversalment.
Està format per la Serra del Corredor i el Massís del Montnegre. El Corredor i el Montnegre estan separats per les rieres de Vallgorguina i d'Arenys.
El punt més alt de la Serra del Corredor és el Corredor (642,2 m) i el punt més alt del Montnegre és el Turó d'en Vives (760,3 m).
Les poblacions més vinculades del massís del Montnegre i el Corredor són:
- Arenys de Munt
- Dosrius
- Fogars de la Selva
- Llinars del Vallès
- Mataró
- Palafolls
- Pineda de Mar
- Sant Cebrià de Vallalta
- Sant Celoni
- Sant Iscle de Vallalta
- Tordera
- Vallgorguina
- Vilalba Sasserra

S'hi pot accedir per carretera a través de l'AP-7, la C-60 i la C-32. Amb tren a les estacions de Renfe de les línes R1 i RG1: Mataró, Sant Andreu de Llavaneres, Caldes d'Estrac, Arenys de Mar, Canet de Mar, Sant Pol de Mar, Calella, Pineda de Mar; R2 nord: Llinars del Vallès, Palautordera, Sant Celoni, Gualba i Riells i Viabrea-Breda i R11 en aquestes tres últimes parades.

## Geografia física
Els massissos del Montnegre i el Corredor són dues unitats de relleu ben definides que es disposen alineades en paral·lel a la costa, formant part de la Serralada litoral i constituint una barrera natural entre la plana litoral del Maresme i la depressió del Vallès i la Selva.
El substrat geològic dels dos conjunts muntanyosos està bàsicament format per un gran cos granític travessat per roques filonianes. A la part alta del Montnegre hi destaca una taca de material metamòrfic més resistent a l'erosió. Aquests materials pissarrosos són els que donen un caràcter marcadament més abrupte al massís del Montnegre. El clima mediterrani subhumit presenta variacions notables i es poden distingir dues zones climàtiques bastant diferenciades: les terres interiors orientades cap a la plana del Vallès, més fredes i humides, amb un caràcter lleugerament continental; els vessants orientats cap a marina, més secs i amb temperatures més suaus. Els rius i rieres són de règim majoritàriament esporàdic o estacional. El curs principal d'aigua és la Tordera que recull les aigües d'importants rieres del vessant vallesà del Massís del Montnegre, com les de Vallgorguina, Olzinelles, Montnegre, Fuirosos i Ramió.

## Vegetació
La situació geogràfica, el relleu i les variacions climàtiques entre els vessants interiors i els que miren al mar condicionen i donen diversitat a la vegetació que cobreix aquestes serres. La proximitat del mar, que proporciona un grau suplementari d'humitat ambiental, especialment a l'estiu, també afavoreix el desenvolupament d'una vegetació exuberant enriquida amb nombroses espècies de caràcter centreuropeu i, fins i tot, atlàntic.
Les formacions més esteses són el alzinars i les suredes, havent estat aquestes darreres afavorides per l'interès econòmic associat a la indústria del suro. Les pinedes de pi pinyer, també molt abundants, caracteritzen el paisatge del vessants marítims del Maresme on ocupen  vinyes i conreus abandonats en els darrers 150 anys.
A les parts més altes del Montnegre destaquen, pel seu interès científic i paisatgístic, les rouredes de roure africà i de roure de fulla gran. Enmig dels  roures creix una gran varietat d'espècies vegetals d'afinitat centreuropea, com ara alguns peus de faig, que hi subsisteixen a causa de l'elevada humitat de les carenes.
A l'obaga del Montnegre, entre  avellanedes i  alzinars, hi trobem encara importants plantacions de  castanyers. Als sots més humits i a les vores dels nombrosos torrents i rieres que baixen cap a la Tordera s'hi conserven magnífiques vernedes.

## Fauna
La varietat d'ambients de les serralades del Montnegre i el Corredor (alzinars, suredes, pinedes i brolles, boscos de ribera, pinedes, zones obertes i de conreu) propicia que el poblament faunístic sigui divers i abundant. L'existència de masses forestals denses i ben conservades afavoreix la prosperitat de les espècies de caràcter forestal. És el cas del senglar, el mamífer més gros d'aquestes serres, perfectament adaptat a la vida al bosc. Hi ha espècies boscanes mediterrànies com la geneta, la rata cellarda, l'esquirol, l'astor, el picot verd, el gaig o la serp blanca; i d'altres, pròpies d'ambients centreeuropeus: el gorjablanc, el talpó roig, la becada o el liró gris. Han estat identificades darrerament diverses espècies arborícoles de ratpenats, rares a Catalunya.
Destaca la presència de la típica comunitat mediterrània de carnívors: gat mesquer, fagina, toixó i mostela. Tanmateix, cal esmentar una espècie d'herbívor recentment introduïda: el cabirol, la població del qual ha experimentat un important creixement en pocs anys.
Les zones obertes, si bé escasses a l'interior del parc, són especialment riques en fauna. Aquestes àrees són importants per als depredadors com ara l'àliga marcenca, l'aligot, la guilla, la serp verda i el llangardaix perquè hi troben els elements bàsics de la seva alimentació.
Aquest espai se situa en una de les principals rutes migratòries d'ocells a la Mediterrània occidental, essent de gran interès per fer-hi observacions durant les èpoques de pas. Els ambients humits, rieres i torrents constitueixen l'hàbitat on prospera una gran varietat d'invertebrats i amfibis.

## Paisatge
El Montnegre i el Corredor constitueixen un conjunt muntanyenc compacte i continu de relleu més aviat suau amb un paisatge remodelat per l'activitat humana i cobert de boscos mediterranis exuberants. Els dos massissos són, però, ben diferents. El Montnegre, més gran i abrupte, és també més salvatge i impenetrable. El Corredor, en canvi, mostra un relleu més amable i suau, de formes arrodonides per l'erosió que n'han afavorit l'ocupació agrícola de, fins i tot, les àrees centrals. Més del 95% de la superfície del parc és de caràcter forestal.

## Història

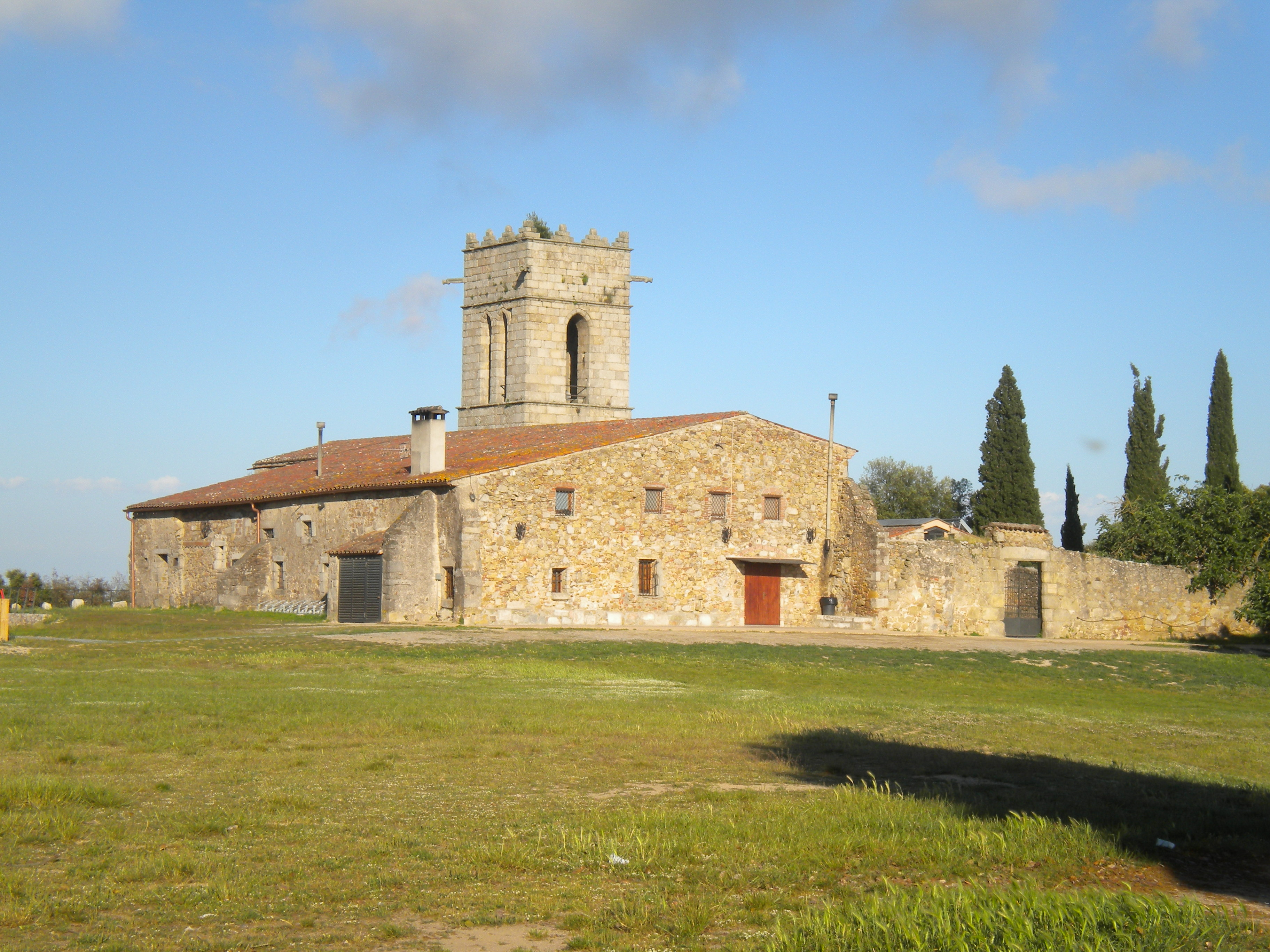
Vista del Santuari del Corredor

L'home s'ha establert des de molt antic en aquestes serres. L'excepcional situació geogràfica i la riquesa dels recursos naturals ja van ser apreciats a la darreria del Neolític, com ho evidencien el dolmen de la Pedra Gentil, del Trull i el de la Pedra Arca.
Els pobles ibers, concretament els laietans, es van instal·lar, seguint els seus costums, a les zones d'alçària mitjana, com el turó del Vent i el puig del Castell, en què s'observen les restes dels seus assentaments. L'ocupació romana els va forçar a baixar a les planes on van aparèixer nombroses vil·les agrícoles.
A l'època medieval, la població s'agrupà en petits nuclis, més abundants en les zones baixes que en les altes. La importància de la religió a l'època es fa palesa en els nombrosos edificis religiosos disseminats pel parc natural.
La colonització agrícola posterior es reflecteix en els més de dos-cents masos que s'hi troben, d'entre els quals sobresurten Can Pradell de la Serra, Can Bosc i Ca l'Oller de Fuirosos, i també en un paisatge que és el resultat de l'alternança de boscos i de conreus i en el qual l'activitat de l'home al llarg de la història té, en conseqüència, una importància cabdal.
Actualment, el procés de recessió de l'activitat agrària, iniciat a la fi dels anys 50, ha fet desaparèixer pràcticament l'ús agrícola de les masies que, a poc a poc, es reconverteixen i es destinen a altres activitats.

## Activitats i programes

### Programa Viu el parc

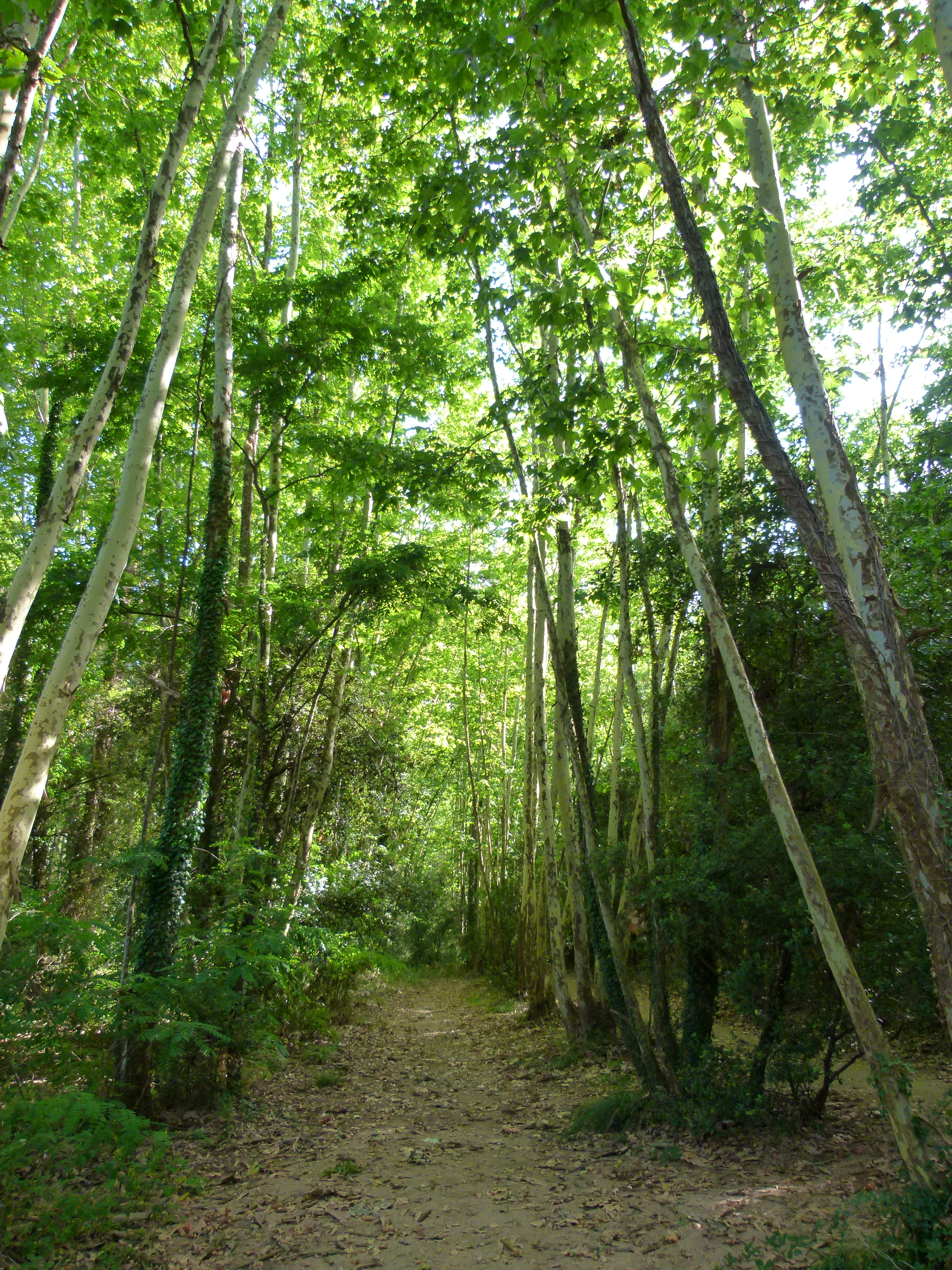
Sender SL-C 79 entre Can Draper i Sant Esteve d'Olzinelles

Viu el parc és un programa organitzat per l'Àrea d'Espais Naturals i Infraestructura Verda de la Diputació de Barcelona amb la col·laboració dels ajuntaments de l'àmbit de cada parc.
El programa ofereix activitats plàstiques, escèniques, musicals, literàries, folklòriques i de difusió del patrimoni natural i cultural que es porten a terme, durant un determinat període de l'any, tant a l'interior dels parcs com en els municipis que tenen el seu terme municipal dins dels límits de l'espai protegit.
El programa inclou en cada edició un apartat específic adreçat als escolars dels municipis del parc.
El programa Viu el Parc del Parc del Montnegre i el Corredor es desenvolupa entre els mesos de setembre i novembre.

### Programa escolar ‘Coneguem els nostres parcs'
‘Coneguem els nostres parcs' és un programa d'educació ambiental destinat a promoure el coneixement dels espais naturals entre els docents i els escolars de la província de Barcelona. La participació en l'activitat és totalment gratuïta. El programa és una iniciativa de l'Àrea d'Espais Naturals de la Diputació de Barcelona en col·laboració amb els ajuntaments que hi participen.
L'activitat s'adreça específicament al sisè nivell de l'educació primària i consta de dues fases que tenen lloc en dos dies diferents: una sessió de treball a l'escola i una visita al parc. Els espais naturals que es visiten són el Parc Natural i Reserva de la Biosfera del El Montseny, el Parc Natural de Sant Llorenç del Munt i l'Obac, el Parc del Montnegre i el Corredor, el Parc del Garraf, el Parc del Castell de Montesquiu, l'Espai Natural de les Guilleries-Savassona i el Parc Agrari del Baix Llobregat.
La filosofia del programa és sensibilitzar els participants sobre el valor social i ecològic dels espais naturals, en els quals es du a terme una gestió activa de conservació que cerca l'equilibri entre el manteniment dels ecosistemes, el desenvolupament socioeconòmic de la població i l'ús públic de l'espai.